# تلمبه حسن رامشکی
تلمبه حسن رامشکی یک منطقهٔ مسکونی در ایران است که در دهستان نخلستان (کهنوج) واقع شده‌است. تلمبه حسن رامشکی ۳۵ نفر جمعیت دارد.